# Egidijus Varnas
Egidijus Varnas (31 luglio 1975) è un ex calciatore lituano, di ruolo attaccante.

## Caratteristiche tecniche
Attaccante, spesso gioca da punta centrale ma può giocare anche da attaccante esterno.

## Carriera

### Nazionale
Nel 2001 ha giocato 2 partite con la nazionale lituana; in precedenza aveva giocato anche con l'Under-21.

## Palmarès

### Club

#### Competizioni nazionali
- Campionato lituano: 5

Ekranas: 2008, 2009, 2010, 2011, 2012
- Coppa di Lituania: 4

Ekranas: 1996, 1998, 2009-2010, 2010-2011
- Supercoppa di Lituania: 4

Ekranas: 1998, 2006, 2010, 2011